# Chapelle de la Visitation de Thonon-les-Bains
Pour les articles homonymes, voir Chapelle de la Visitation.
 (mai 2015).
Si vous disposez d'ouvrages ou d'articles de référence ou si vous connaissez des sites web de qualité traitant du thème abordé ici, merci de compléter l'article en donnant les références utiles à sa vérifiabilité et en les liant à la section « Notes et références ».
La chapelle de la Visitation est un édifice religieux converti en un lieu d'exposition d'art moderne et contemporain situé à Thonon-les-Bains, en France. L'espace propose une programmation visant à questionner les modes d'expression explorés par les artistes d'aujourd'hui et est membre du Réseau d'échange départemental pour l'art contemporain de Haute-Savoie.

## Histoire

### Édifice religieux
La chapelle de la Visitation a été édifiée au XVIIe siècle pour le couvent de la Visitation. Sa construction, peut-être commencée en 1666, est terminée en 1684. Elle perd sa fonction d'église en 1793 , et fait alors office de grange, avant de retrouver sa fonction religieuse de 1835 à 1968. 

### Espace culturel
En 1968 sous l'impulsion de Maurice Novarina, la municipalité de Thonon-les-Bains décide de réorganiser la ville en créant le nouveau quartier de la Rénovation. Pour ce faire le 22 novembre 1968, les religieuses quittent définitivement leurs couvent de la Visitation de la rue des Granges et s’installent à Marclaz dans un nouveau couvent spécialement créé par Maurice Novarina.
Les bâtiments de l'ancien couvent sont transformés en un espace culturel (bibliothèque, médiathèque). La chapelle du couvent devient dans les années 1970 une salle d'expositions.

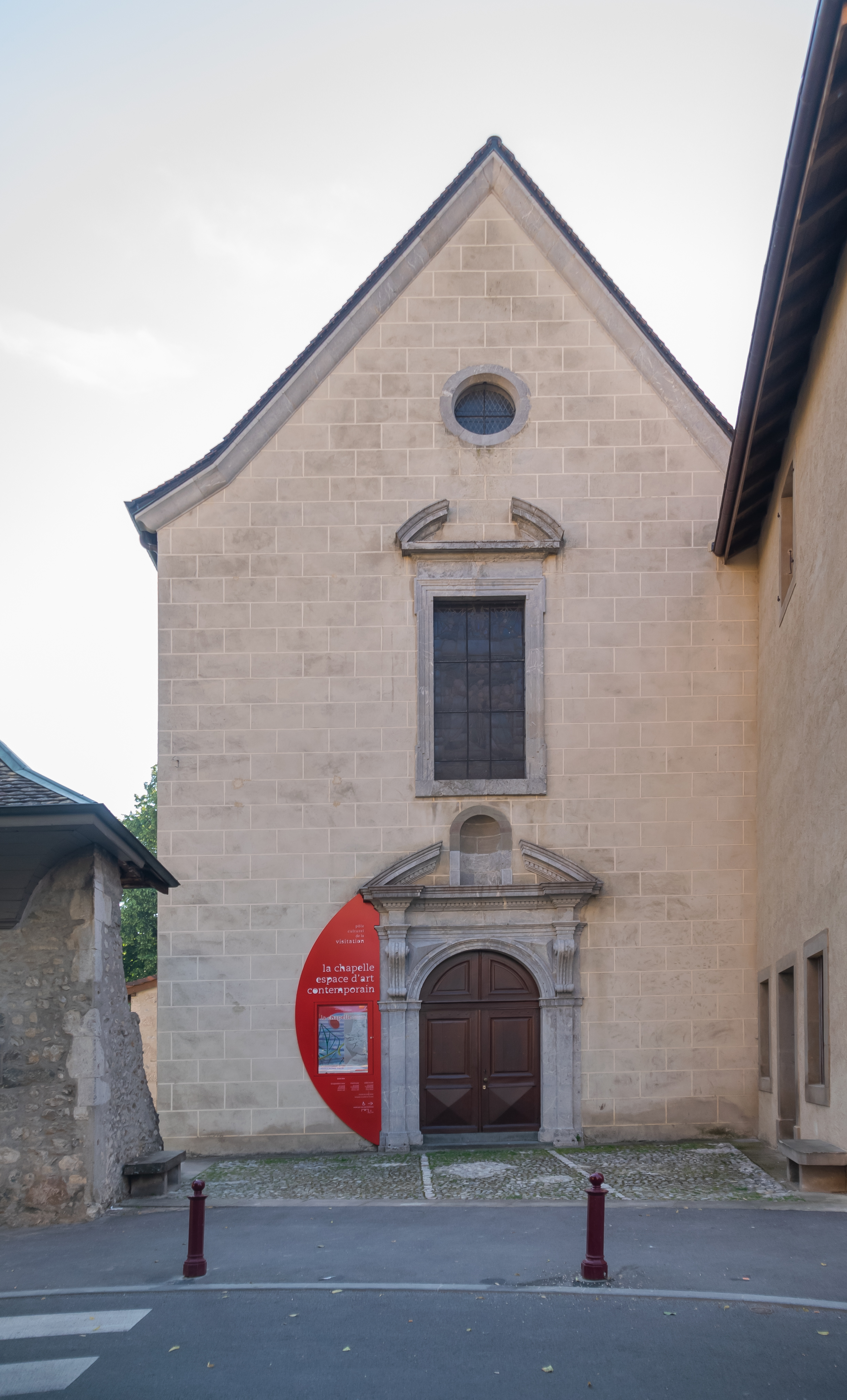
Façade de la chapelle en 2020

### Espace d'art contemporain
Depuis 2008 la ville transforme ce lieu en un véritable espace consacré à l'art contemporain.
La programmation artistique de l'espace est confié à Philippe Piguet, historien et critique d'art, avec pour mission d'inviter l'ensemble des publics à la découverte de l'art contemporain.

## Liste des expositions

### Liste des artistes ayant exposé
- Jean-Michel Alberola
- Clément Bagot
- Gilles Barbier
- Julien Beneyton
- Dominique Blais
- Étienne Bossut
- Gérard Collin-Thiébaut
- Robert Combas
- Hervé Di Rosa
- Richard Di Rosa
- Joël Ducorroy
- Erró
- Philippe Favier
- Hamish Fulton
- Wang Guangyi
- Gérard Garouste
- Paul-Armand Gette
- Pierre Huyghe
- Claire-Jeanne Jézéquel
- Zhou Jun
- Wang Keping
- Kijno
- Joseph Kosuth
- Iris Levasseur
- Isabelle Lévénez
- Christian Lapie
- Jean Le Gac
- Christian Lhopital
- Richard Long
- Cinthia Marcelle (en)
- Olivier Masmonteil
- Cildo Meireles
- Didier Mencoboni
- Shirin Neshat
- Nils-Udo
- Roman Opalka
- Yan Pei-Ming
- Françoise Pétrovitch
- Giuseppe Penone
- Miguel Rio Branco
- Georges Rousse
- Mathias Schmied
- Jeanne Susplugas
- Claire Tabouret
- Tunga
- Jacques Vieille
- Júlio Villani
- Jacques Villeglé
- Lawrence Weiner
- Ru Xiaofan
- Yáng Yǒngliáng
- Qiu Zhijie (en)

### Noms des expositions temporaires[1]
- du 11 juillet au 19 oct. 2008 : Le fou d’images - Erro
- du 8 nov au 28 déc 2008 : C’était au début des années 80... - Jean-Michel Alberola, Dominique Blais. Coup de projecteur sur Robert Combas, Hervé Di Rosa, Gérard Garouste.
- du 24 janv au 15 mars 2009 : Le dessin, évidem(m)ent - Mathias Schmied
- du 4 avril au 7 juin 2009 : Une Etrange familiarité - Françoise Pétrovitch
- du 26 juin au 04 octobre 2009: Le Peintre dans le paysage - Jean Le Gac
- du 24 octobre au 27 déc. 2009 : Arte natura - Hamish Fulton, Paul-Armand Gette
- du 16 janv au 14 mars 2010 : Art et nature. Quelle que soit la minute du jour - Olivier Masmonteil
- du 3 avril au 6 juin 2010 : Comme une cosmogonie - Christian Lapie
- du 26 juin au 30 oct 2010 : Jacques Villeglé, des mots et des lettres (dans le cadre de Art & Langage)
- du 23 oct au 24 déc 2010 : Regarde dire - Gilles Barbier, Pierre Huyghe (dans le cadre de Art & Langage)
- du 15 janv au 13 mars 2011 : Cris et écrits - Isabelle Lévénez
- du 2 avril au 5 juin 2011 : Plaqué art - Joël Ducorroy
- du 2 juillet au 2 octobre 2011 : Opalka, le vertige de l'infini (dans le cadre de Suite, série et variation)
- du 22 octobre au 24 décembre 2011 : Clément Bagot, traversée d'espace (dans le cadre de Pièce unique)
- du 14 janvier au 18 mars 2012 : O Brazil ! Júlio Villani - Cinthia Marcelle - Meireles - Rio Branco - Tunga (dans le cadre de nomadisme / mondialisme)
- du 7 avril au 3 juin 2012 : figures entre-deux - Iris Levasseur, (dans le cadre de Identité / Altérité)
- du 30 juin au 7 octobre 2012: Via Crucis - Combas/Kijno (dans le cadre de Pièce unique)
- du 27 octobre au 22 décembre 2012 : Didier Mencoboni, éclats & variations (dans le cadre de Suite, série et variation)
- du 19 janvier au 17 mars 2013 : Et la Chine s'est éveillée… avec Xiao Fan - Wang Guangyi, Zhou Jun - Wang Keping, Yan Pei-Ming - Yáng Yǒngliáng - Qiu Zhijie (dans le cadre de Nomadisme / Mondialisme)
- du 6 avril au 2 juin 2013 : Stratégie d'enfermement avec Jeanne Susplugas (dans le cadre de Identité / Altérité).
- du 28 juin au 6 octobre 2013 : Anamorphose(s) - Georges Rousse (dans le cadre de Pièce unique).
- du 26 octobre au 22 décembre 2013 : Claire-Jeanne Jézéquel (dans le cadre de Espèces d'espaces).
- du 18 janvier 2014 au 16 mars 2014 : Claire Tabouret (dans le cadre de Le regard dedans dehors).
- du 5 mai 2014 au 1er juin 2014 : African Way
- du 28 juin 2014 au 28 septembre 2014 : Où donc est passé le réel ?
- du 18 octobre 2014 au 15 mars 2015 : Richard Di Rosa (dans le cadre de En verve et en couleurs)
- du 4 avril 2015 au 31 mai 2015 : La vie qui va avec - Julien Beneyton.
- du 27 juin 2015 au 27 septembre 2015 : Etre étonné, c'est un bonheur